# 抑鬱
，又译，是一種情緒低落和厭惡活動的狀態。 在醫學上被歸類為精神和行為障礙，抑鬱的經歷會影響一個人的思想、行為、動機、感覺和幸福感。 據稱抑鬱的核心症狀是失樂，指的是對某些通常給人們帶來快樂的活動失去興趣或失去愉悅感。 抑鬱情緒是某些情緒障礙的症狀，如重度抑鬱症或持續性憂鬱症；它是對生活事件的正常暫時反應，如失去親人； 它也是一些身體疾病的症狀，也是一些藥物和醫療的副作用。 它可能表現為悲傷、難以思考和集中注意力，食慾和睡眠時間顯著增加或減少。患有抑鬱的人可能會感到沮喪、絕望、無助和有自殺念頭。 它可以是短期的，也可以是長期的情緒狀態。

## 干预
抑郁可能是对创伤性事件的正常反应，也可能由生理疾病或药物副作用引起，不一定需要针对性的医疗干预。长期持续的抑郁情绪则可能属于情感障碍，经诊断后可以通过治疗缓解。为均衡使用药物的风险和收益，不应对短期的抑郁情绪随意使用抗抑郁药。
体育运动有防止抑郁的效果。

### 引用
1. ↑  . Cleveland Clinic. 2022  [2022年6月9日]. （原始内容存档于2022年7月22日）.
2. ↑  Shrivastava A, Bureau Y, Rewari N, Johnston M. . Indian Journal of Psychiatry. 2013年4月, 55 (2): 178–82. PMC 3696244 . PMID 23825855. doi:10.4103/0019-5545.111459.
3. 医学名词审定委员会精神医学名词审定分委员会．精神医学名词 [S/OL]．北京：科学出版社, 2019: 38. 科学文库 （页面存档备份，存于）.
4. . 樂詞網. 國家教育研究院 （中文（臺灣））.
5. . 樂詞網. 國家教育研究院 （中文（臺灣））.
6. . 樂詞網. 國家教育研究院 （中文（臺灣））.
7. . 樂詞網. 國家教育研究院 （中文（臺灣））.
8. . 樂詞網. 國家教育研究院 （中文（臺灣））.
9. . 樂詞網. 國家教育研究院 （中文（臺灣））.
10. ↑  . www.nimh.nih.gov. 2016  [2020-10-22]. （原始内容存档于2009-02-16）.
11. ↑  Sartorius N, Henderson AS, Strotzka H, Lipowski Z, Yu-cun S, You-xin X,  et al.  (PDF). www.who.int World Health Organization: 30-1.   [23 June 2021]. （原始内容存档 (PDF)于2014-03-23）.
12. ↑  de Zwart PL, Jeronimus BF, de Jonge P. . Epidemiology and Psychiatric Sciences. October 2019, 28 (5): 544–562. PMC 7032752 . PMID 29769159. doi:10.1017/S2045796018000227 .
13. ↑  Gilbert P.  3rd. Los Angeles: Sage. 2007. ISBN 978-1849203494. OCLC 436076587.
14. ↑  . American Psychiatric Association. 2013.
15. ↑  .   [2017-05-20]. （原始内容存档于2021-01-21）.
16. ↑  .   [2017-05-20]. （原始内容存档于2017-06-05）. Angry outbursts, irritability or frustration, even over small matters
17. ↑  . nimh.nih.gov. National Institute of Mental Health.   [2017-05-19]. （原始内容存档于2013-06-11）.
18. ↑  . www.nice.org.uk.   [2019-03-19]. （原始内容存档于2021-01-21）.
19. ↑  Schuch, Felipe B.; Vancampfort, Davy; Firth, Joseph; Rosenbaum, Simon; Ward, Philip B.; Silva, Edson S.; Hallgren, Mats; Ponce De Leon, Antonio; Dunn, Andrea L. . American Journal of Psychiatry. 2018-7, 175 (7): 631–648  [2019-03-19]. ISSN 0002-953X. doi:10.1176/appi.ajp.2018.17111194. （原始内容存档于2021-03-01） （英语）.